# East Malling
East Malling – wieś w Anglii, w Kent. East Malling jest wspomniana w Domesday Book (1086) jako Mellingetes